# Вирізка (філателія)
Вирізка — у філателії вирізаний з поштового документа фрагмент прямокутної, квадратної або іншої форми, що містить погашені знаки поштової оплати, відбитки різних поштових або інших штемпелів і штампів (наприклад, попереднього гасіння).

## Опис
За формою вирізки можуть бути круглі, овальні, прямокутні або багатокутні. Вирізка, що пройшла пошту, може містити відбиток поштового штемпеля (календарного, спеціального, франкотипу). На вирізці може бути представлений і лише відбиток поштового штемпеля без марки.

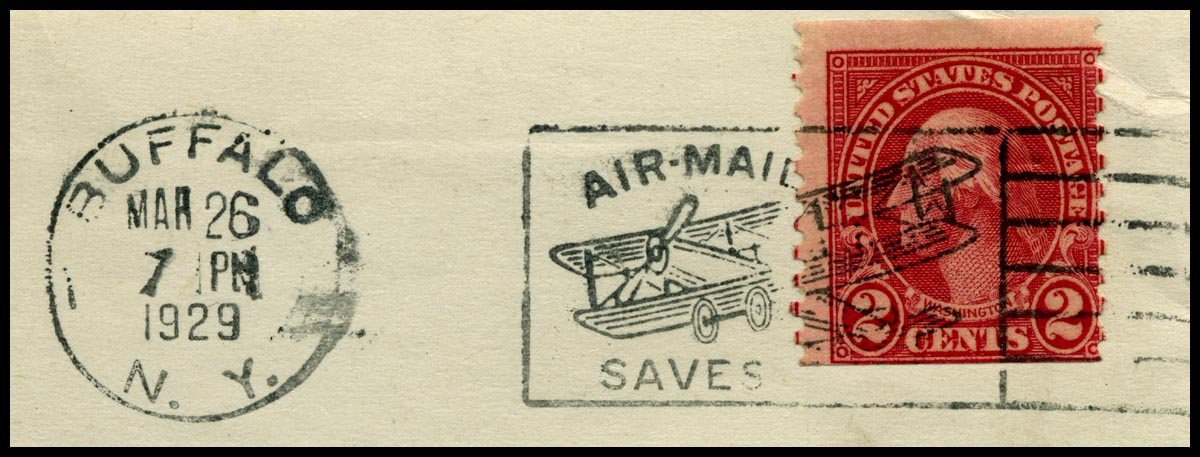
Вирізка марки США з поштовим штемпелем та печаткою рекламного характеру (1929)
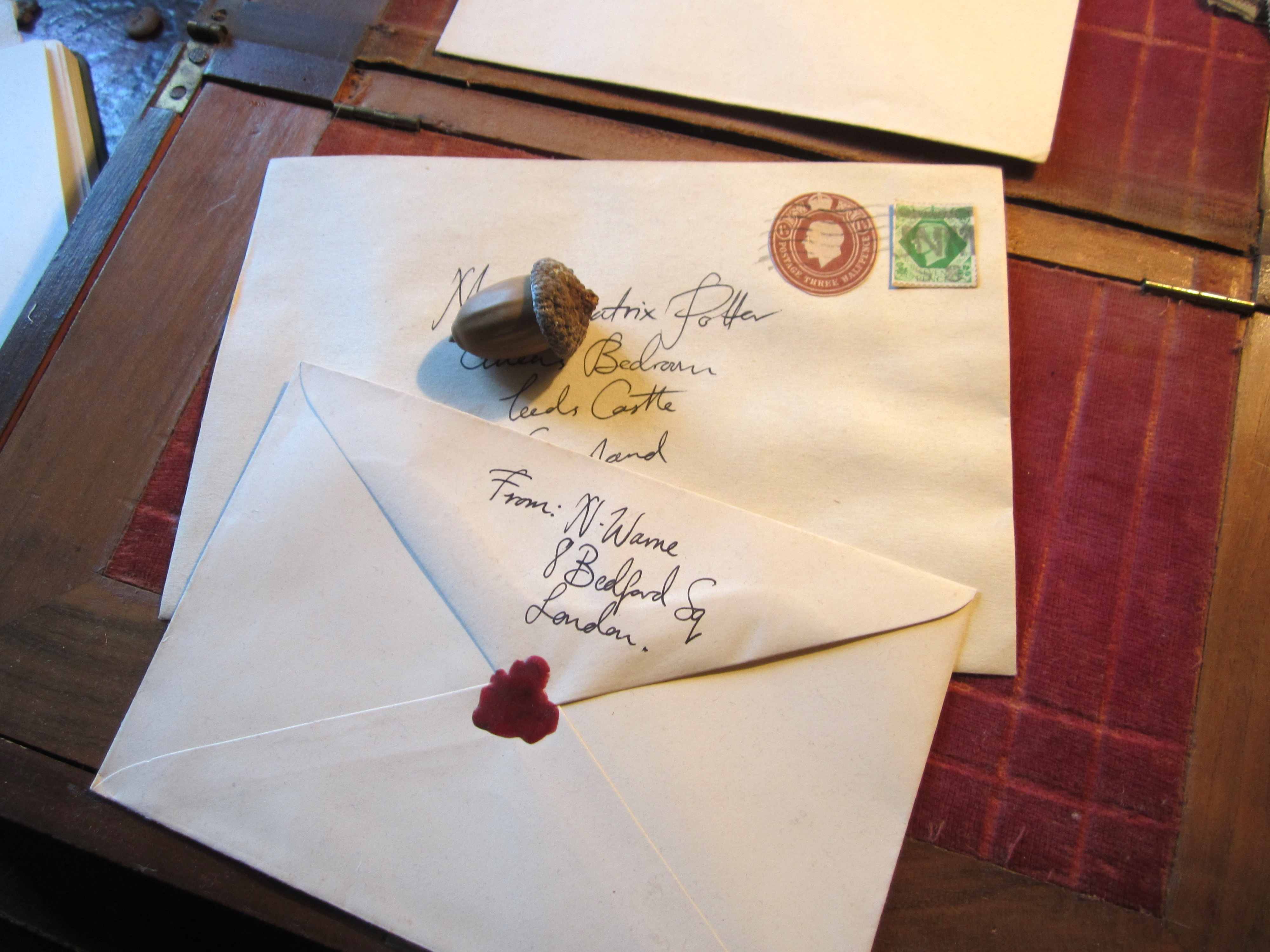
У поштовій практиці Великобританії допускається використання наклеєних на конверт вирізок як знаків поштової оплати.

## Колекціонування вирізок

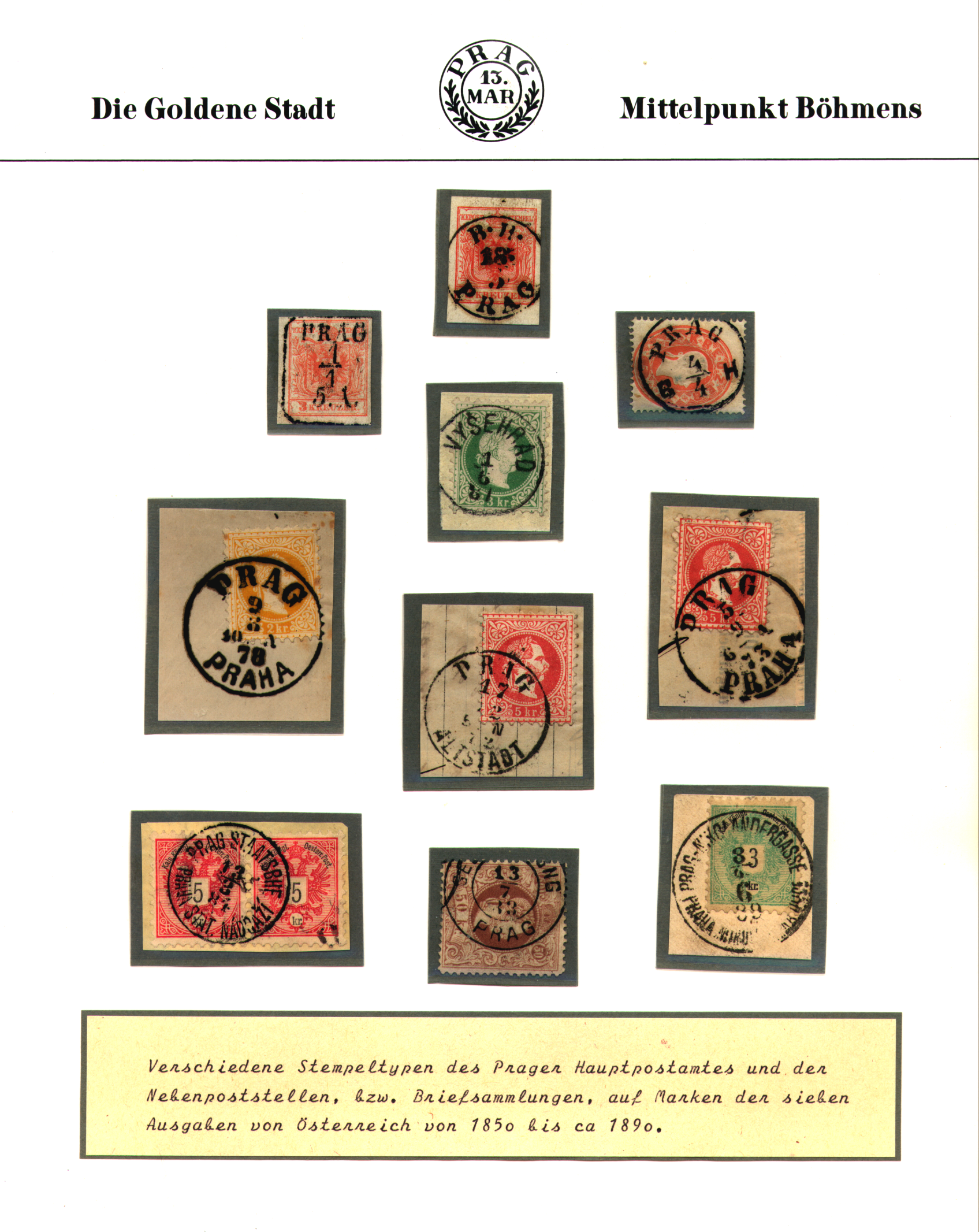
Альбомний аркуш колекції поштових штемпелів Праги на вирізках та марках

Незважаючи на те, що більшість філателістів у наш час воліє колекціонувати конверти та поштові картки повністю, у минулому протягом багатьох десятиліть, було зроблено величезну кількість вирізок. Деякі види цілісних речей збереглися лише як вирізки. Вирізки, навіть із сучасних маркованих конвертів, як і раніше, вважаються придатними для колекціонування, хоча нинішні філателісти зазвичай утримуються від практики «вирізання за формою зображення».
Ставлення до вирізок у філателістів різне. Одні взагалі не визнають жодних вирізок. Інші вважають, що їх можна робити лише з цілісних речей, треті — з цілих речей. Останнім часом вирізки широко застосовуються у філателістичних експонатах, оскільки дозволяють повніше використовувати площу виставкового стенда.

## Як робити вирізку
Відбитки штемпелів вирізають таким чином, щоб вирізка була прямокутної форми і щоб вертикальна вісь відбитка штемпеля проходила паралельно вертикальним сторонам вирізки. При вирізанні відбитка штемпеля разом із маркою краї вирізки мають бути паралельними краям марки. Від краю зображення до краю вирізки бажано залишати не менше 0,5-1,0 см. Обріз вирізки має бути рівним, без зарізів від ножиць. Тому бажано використовувати спеціальний різак (філателістичний або фотографічний).

## Оформлення вирізки у колекції
Вирізки в колекції кріпляться аналогічно до поштових марок.